# Nyakarenzo
Nyakarenzo è un settore (imirenge) del Ruanda, parte della Provincia Occidentale e del distretto di Rusizi.